# Gongchangling (ort i Kina)
Gongchangling är en ort i Kina. Den ligger i provinsen Liaoning, i den nordöstra delen av landet, omkring 76 kilometer söder om provinshuvudstaden Shenyang. Antalet invånare är 70 761.
Runt Gongchangling är det ganska tätbefolkat, med 185 invånare per kvadratkilometer. Gongchangling är det största samhället i trakten. I omgivningarna runt Gongchangling växer i huvudsak lövfällande lövskog.
Genomsnittlig årsnederbörd är 1 002 millimeter. Den regnigaste månaden är juli, med i genomsnitt 237 mm nederbörd, och den torraste är januari, med 10 mm nederbörd.